# Oral Fixation Vol. 2
Oral Fixation Vol. 2 è il settimo album in studio della cantante colombiana Shakira, pubblicato il 28 novembre 2005 dalla Epic Records.
Il disco rappresenta il seguito di Fijación oral vol. 1, anch'esso datato 2005, dal quale si differenzia per essere cantato in lingua inglese. Il titolo di entrambi gli album deriva da una ossessione della cantante per la bocca, da lei definita «canale di espressione, veicolo d'amore e sostentamento».

## Descrizione
A differenza della prima parte, Oral Fixation Vol. 2 evade l'impianto esclusivamente romantico dei temi per rivolgersi a questioni di ulteriore portata.
L'album si apre con la traccia How Do You Do, con un coro da chiesa che mette in musica due versi del Padre nostro e uno scorcio di inno salmico in latino («In caelo et in terra fiat voluntas tua, gloria spiritui sancto»), espediente che introduce immediatamente il fulcro tematico del brano: è il tòpos dell'individuo che si rivolge direttamente a Dio con svariati quesiti, mostrando l'ancestrale curiosità di conoscerne la natura e saggiarne l'umanità. Il brano, tuttavia, mostra subito un peculiare carattere pragmatico: la dialettica uomo/divinità è pervasa dalla necessità di conciliare il comune afflato religioso di un'umanità intesa come ecclesia in quanto unificata dal bisogno di risposte ulteriori, e l'estrema suddivisione del Credo in culti differenti, nonché, più concretamente, con quel «desorden infernal» che nel brano Octavo dìa (Donde estan los ladrones, 1998) indicava la sovversione di un ordine armonico e pacifico, a carico di un'assurda conflittualità dapprima inspiegabilmente acquisita (nel già citato Octavo dìa) e semplicemente denunciata, ora più realisticamente innata e maggiormente indagata nel brano in esame.
Nella riedizione del 2006, l'album prosegue con la ballata Illegal, che racconta il riepilogo di una storia finita male: a parlare è una donna tradita, intimamente ferita; il lamento si risolve, come spesso accade nei testi dell'artista, in immagini o sentenze delicate e particolari. Il relativo video è stato registrato a Città del Messico: per la prima volta Shakira gira in un paese latinoamericano il video di una canzone cantata in inglese.
Terzo brano della tracklist è la fortunata Hips Don't Lie, il cui grande successo commerciale assicura in breve tempo un forte aumento delle vendite dell'album. Seguono dunque The Day and the Time, traduzione anglofona del brano Día especial, scritto a quattro mani con Gustavo Cerati e contenuto in Fijaciòn oral vol. 1, e Don't Bother, primo singolo estratto, il cui tema è ancora una volta il tradimento subito da una donna: consigliata la visione del video, per osservare su quale oggetto si espleta la sua vendetta. Mentre Animal City si ricollega al filone autobiografico della musica di Shakira, Dreams for Plans e Your Embrace, intramezzati dalla vivace e britannica Hey you, rimandano direttamente a una dimensione immaginata dell'amore, spesso frutto della rielaborazione di dolori passati.
Autobiografica la stessa Costume Makes the Clown, prima canzone scritta tra le oltre 60 del prolifico periodo che seguì il Tour of the Mongoose: il brano presenta un inconsueto piano meta-artistico, configurandosi come necessità di «lavar via il trucco dal viso, prima di dimenticare i miei stessi caratteri». Con un'allocuzione diretta al pubblico, nel brano si attua una sorta di palingenesi artistica in un momento di crisi, un aperto tentativo di conseguire una rinascita che tenda alla trasparenza, mostrando la stanchezza di tenere in vita un pagliaccio, un personaggio, una maschera, ma svelando allo stesso tempo, e alquanto amaramente, come il medesimo meccanismo del mascheramento sia in realtà inevitabile, tacitamente sottinteso, fino a costituire la stessa «anatomia della vita».
Concludono il disco Something, versione inglese di En tus pupilas, e la controversa Timor, ispirata alla difficile realtà di Timor Est e alla sua secolare storia di dominazione. È l'occasione per Shakira di valutare come la cultura pop, che a detta dell'artista intride la realtà attuale nella sua interezza e incontra colpe e responsabilità diffuse e non circoscrivibili, non debba velare il senso critico verso problematiche reali e pressanti. L'ultimo brano è, nella riedizione dell'album, la versione spanglish de La tortura e, in alcuni paesi, Don't Bother (Jrsnchz Radio Mix).

## Tracce
1. How Do You Do – 3:45 (Shakira, Lauren Christy, Scott Spock, Graham Edwards)
2. Don't Bother – 4:17 (Shakira, Lauren Christy, Scott Spock, Graham Edwards)
3. Illegal (feat. Carlos Santana) – 3:53 (Shakira, Lester Mendez)
4. The Day and the Time (feat. Gustavo Cerati) – 4:22 (Shakira, Pedro Aznar, Gustavo Cerati, Luis F. Ochoa)
5. Animal City – 3:15 (Shakira, Luis F. Ochoa)
6. Dreams for Plans – 4:02 (Shakira, Brendan Buckley)
7. Hey You – 4:09 (Shakira, Tim Mitchell)
8. Your Embrace – 3:33 (Shakira, Tim Mitchell)
9. Costume Makes the Clown – 3:12 (Shakira, Brendan Buckley)
10. Something – 4:21 (Shakira, Luis F. Ochoa)
11. Timor (It's All Right in Indonesia e in alcuni paesi musulmani) – 3:32 (Shakira)

Tracce bonus nella riedizione del 2006
1. Hips Don't Lie (feat. Wyclef Jean) – 3:40 (Wyclef Jean, Shakira, Jerry "Wonda" Duplessis, Omar Alfano, LaTravia Parker)
2. La tortura (Spanglish Version) – 3:32 (Shakira, Luis F. Ochoa)

## Formazione
- Shakira - voce
- Carlos Santana - chitarra
- Richard Bravo - percussioni
- Lester Mendez - tastiera
- Matt Chamberlain - batteria
- Paul Bushnell - basso
- Brendan Buckley - percussioni
- Tony Reyes - chitarra
- Leandro Fresco - tastiera
- Jerry Duplessis - programmazione
- Wycleff Jean - tastiera
- Archie Pena - percussioni
- Chris Chaney - basso
- Gustavo Celati - tastiera, cori
- Brendan Buckley - chitarra, percussioni
- Tim Mitchell - chitarra, programmazione, tastiera
- Victor Indrizzo - batteria
- Hermidez Benitez - percussioni
- Gustavo Celis - programmazione
- Rene Toledo - chitarra
- Luis Fernando Ochoa - tastiera, programmazione
- Roberto Cuao - percussioni
- Emmanuel Cauvet - batteria
- David Levita - chitarra
- Shawn Pelton - batteria
- Daniel Ferrer - percussioni
- Albert Sterling Mendez - tastiera
- Luis Conte - percussioni
- Pete Davis - tastiera
- Morise JR Jiminez - percussioni
- Henry March - tromba
- Teddy Mulet - tromba
- Srapich Fire - cori

## Classifiche
| Classifiche (2005/06) | Posizione massima |
| --------------------- | ----------------- |
| Argentina             | 4                 |
| Australia             | 9                 |
| Austria               | 6                 |
| Belgio (Friande)      | 8                 |
| Belgio (Vallonia)     | 12                |
| Canada                | 3                 |
| Danimarca             | 1                 |
| Finlandia             | 13                |
| Francia               | 8                 |
| Italia                | 6                 |
| Norvegia              | 2                 |
| Paesi Bassi           | 2                 |
| Portogallo            | 2                 |
| Regno Unito           | 12                |
| Spagna                | 3                 |
| Stati Uniti           | 5                 |
| Svizzera              | 3                 |